# Herbert List
Herbert List (Amburgo, 7 ottobre 1903 – Monaco di Baviera, 4 aprile 1975) è stato un fotografo tedesco, contributor dal 1951 dell'agenzia fotografica internazionale Magnum Photos.
Fu celebre da un lato per i suoi contributi a riviste di moda come Vogue, Harper's Bazaar e Life, dall'altro per i suoi nudi maschili, che hanno fatto scuola.
Le sue composizioni austere e classiche, in bianco e nero, specie quelle di nudo maschile, scattate in Italia e Grecia, hanno avuto un ruolo altamente formativo per la fotografia moderna, in particolare per fotografi contemporanei di moda come  Herb Ritts, che sono stati palesemente influenzati dallo stile di List.

## Biografia
Nato nel 1903 ad Amburgo, List frequentò il ginnasio nella città natale dal 1912 al 1920. Dal 1921 al 1923 studiò storia della letteratura nell'Università di Heidelberg e nel 1924 tornò ad Amburgo come apprendista nell'azienda paterna di importazione di caffè List & Heineken. Come commerciante di caffè intraprese tra il 1925 ed il 1928 viaggi d'affari in Brasile, Guatemala, Costa Rica, El Salvador e negli Stati Uniti (San Francisco), finché nel 1929 non divenne procuratore all'interno dell'azienda.
Stimolato da Andreas Feininger ed influenzato da artisti come Giorgio de Chirico, René Magritte e Man Ray, nel 1930 iniziò a fotografare in proprio. Fino al 1936 List fu procuratore nell'azienda paterna, ma la fotografia lo interessava ben più del suo lavoro. Nel 1935 emigrò a Parigi, dove due anni dopo organizzò la sua prima mostra fotografica nella Galerie du Chasseur d'Images. Durante un soggiorno a Londra nel 1937 List fece le sue prime esperienze in uno studio fotografico e lavorò tra l'altro per le riviste Vogue, Harper's Bazaar e Life.
List fece la conoscenza di George Hoyningen-Huene, con il quale intraprese un viaggio in Grecia e Italia. Le fotografie greche degli anni 1937-1941 confluirono nel volume illustrato Licht über Hellas ("Luce sulla Grecia"). Diverse fotografie omoerotiche attestano il forte influsso che Hoyningen-Huene ebbe su List.
Nel 1941 List fece ritorno in Germania e si stabilì a Monaco, dove però ebbe poche possibilità di pubblicare. Dal 1944 al 1945 fu inviato come soldato in Norvegia, ed alla fine del conflitto tornò a Monaco.
List intraprese il suo primo viaggio del dopoguerra nel 1948, quando andò a Parigi. Divenne poi redattore artistico di Heute ("Oggi"), una rivista edita in Germania dalle forze d'occupazione alleate.
Negli anni seguenti, fino al 1962, List fece numerosi viaggi (Italia, Grecia, Spagna, Francia, Messico e Caraibi), pubblicando fotografie e foto-essays su Heute, Du, Epoca, Look, Harper's Bazaar, Flair, Picture Post e Life, nonché numerosi volumi illustrati.
Nel 1964 la Società dei Fotografi tedeschi assegnò a List la "Medaglia David Octavius Hill". In quel periodo List fece numerose esposizioni a Londra, Zurigo, Monaco, Düsseldorf, Milano e New York.
Dalla metà degli anni sessanta continuò a viaggiare spesso in Italia, Francia e Messico e sviluppò la sua collezione di disegni italiani dei secoli XVII e XVIII, ma abbandonò la fotografia.
Herbert List morì a Monaco nel 1975.
Nelle sue fotografie i motivi sembrano ridotti ad elementi semplici ed arcaici. La caratteristica di List di porre gli oggetti in luce ha influenzato fortemente la fotografia moderna. Più che raggiungere la perfezione tecnica, a List premeva "cogliere nell'immagine la magia dell'apparizione" e la "forza visionaria"; egli sosteneva che "l'oggetto non è oggettivo. Sarebbe altrimenti inutilizzabile come mezzo artistico".

## Opere
- Licht über Hellas (Aufnahmen aus Griechenland zw. 1937-1941), München 1953.
- Rom, München 1955.
- Caribia, Hamburg 1958.
- Napoli, Gütersloh 1962.
- Bildwerke aus Nigeria, München 1963.
- Martin Mayer, München 1972

### Raccolte
- (EN)  US Camera Year-Book, New York 1957.
- (DE)  DU, Zürich 1973.
- (DE)  Portraits, Hoffmann & Campe, Hamburg 1977.
- (EN)  Photographs 1930-1970, Thames and Hudson, London & Rizzoli, New York 1980.
- (DE)  Fotografien 1930-1970. Riedizione del 1980 a cura di Max Scheler col titolo: Fotografia Metafisica.
- Herbert List. I grandi fotografi, Milano 1982. Edizione tedesca: München 1983.
- (DE)  Herbert List, Memento 1945. Münchner Ruinen, Fotomusem München. Schirmer/Mosel, München 1995 ISBN 3-88814-763-8.
- (DE)  Max Scheler & Matthias Harder (curr.), Herbert List. Die Monographie, con prefazioni di Bruce Weber e Texten von Herbert List e altri, Schirmer/Mosel, München 2000, ISBN 3-88814-533-3.